# کارل فون بیسترام

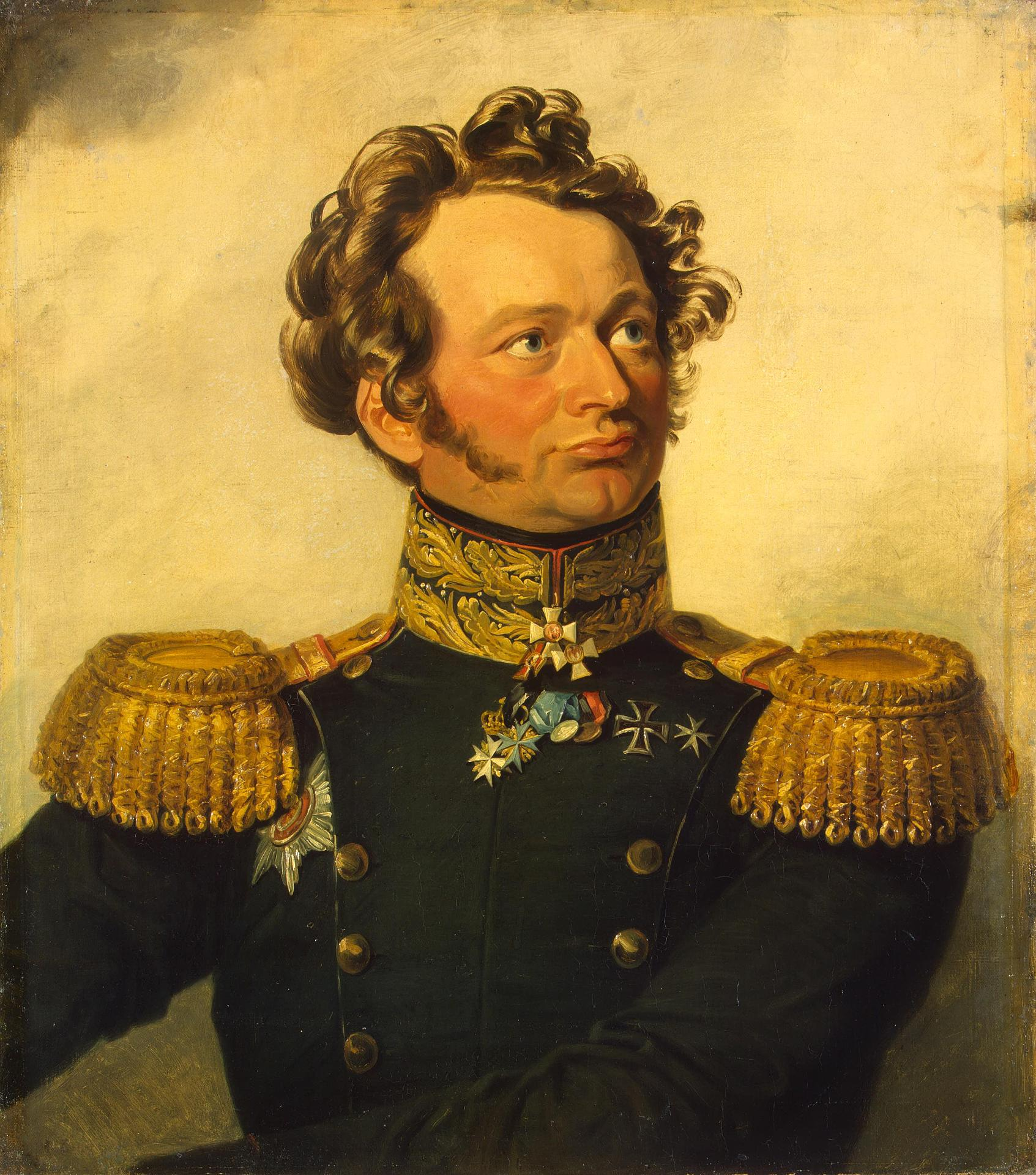
پرتره بیسترام اثر جورج داو

کارل هاینریش گئورگ فون بیسترام یا کارل ایوانوویچ بیستروم (روسی: Карл Иванович Бистром؛ ۱۷۷۰، باد کیسینگن - ۱۶ ژوئن ۱۸۳۸، باد کیسینگن) فرمانده ارتش امپراتوری روسیه در طول جنگ های ناپلئونی بود . او از یک خانواده نجیب آلمانی-بالتیک بود و برادر کوچکترش آدام نیز در جنگ خدمت کرد.

## لینک های خارجی
- https://web.archive.org/web/20160422091700/http://www.museum.ru/1812/persons/slovar/index.html